# Gary Coulibaly
Gary Coulibaly (Bastia, 30 marzo 1986) è un ex calciatore francese, di ruolo centrocampista.

## Biografia
È nato a Bastia da un padre d'origine maliana e una madre d'origine corsa.

## Carriera

### Club

#### SC Bastia
Coulibaly inizia la sua carriera da giocatore nella sua città natale, nella selezione giovanile del SC Bastia. Dopo una formazione integrata di un titolo di Campione di Francia quando aveva 15 anni, Gary fa il suo debutto nella squadra maggiore nell'ultima partita di campionato della stagione 2004-2005, a Strasburgo, partita persa, che porta la squadra alla retrocessione in Ligue 2. L'anno seguente, lui gioca solo 5 gare ma comincia a imporsi per la stagione 2006-2007 dove gioca nella formazione titolare. Sfortunatamente, la non simpatia con Bernard Casoni lo implica, dopo un po' di tempo, a ritornare nella squadra di riserva. Malgrado tutto, lui rifiuta il possibile prestito nell'estate del 2007 al Tours FC in Division Nationale. Però per la sua volontà di non lasciare il club non ne soffrirà, ma lui finirà la stagione senza giocare nemmeno una partita.

#### Istres
Nell'estate del 2008 firma il contratto con l'Istres che lo legherà fino al 2012, con la quale ottiene il primo anno la promozione in Ligue 2. Nel 2010-11 segna i suoi primi 3 goal in Ligue 2, contro il Tours (vinta 1-0), Nantes (vinta 2-1) ed Évian (persa 3-2).

#### AS Monaco
Dopo 3 stagioni e mezzo con l'Istres, lui sigla un contratto di tre anni con il Monaco il 25 agosto 2011. Durante il match contro il Sedan (2-2), Gary Coulibaly segna un gol, che permette alla squadra di riprendersi e pareggiare. Lui è spesso associato a Nampalys Mendy sin dalla prima partita della stagione. Lui giocherà titolare sin dalla prima stagione. Nell'estate del 2012, gli viene assegnato il ruolo di vice-capitano dell'ASM dal nuovo allenatore, Claudio Ranieri.

## Statistiche

### Presenze e reti nei club
Statistiche aggiornate al 9 novembre 2013.
| Stagione         | Squadra          | Campionato       | Campionato | Campionato | Coppe nazionali | Coppe nazionali | Coppe nazionali | Coppe continentali | Coppe continentali | Coppe continentali | Altre coppe | Altre coppe | Altre coppe | Totale | Totale |
| Stagione         | Squadra          | Comp             | Pres       | Reti       | Comp            | Pres            | Reti            | Comp               | Pres               | Reti               | Comp        | Pres        | Reti        | Pres   | Reti   |
| ---------------- | ---------------- | ---------------- | ---------- | ---------- | --------------- | --------------- | --------------- | ------------------ | ------------------ | ------------------ | ----------- | ----------- | ----------- | ------ | ------ |
| 2004-2005        | SC Bastia        | L1               | 1          | 0          | -               | -               | -               | -                  | -                  | -                  | -           | -           | -           | 1      | 0      |
| 2005-2006        | SC Bastia        | L2               | 5          | 0          | -               | -               | -               | -                  | -                  | -                  | -           | -           | -           | 5      | 0      |
| 2006-2007        | SC Bastia        | L2               | 26         | 0          | CF+CL           | 1+1             | 0               | -                  | -                  | -                  | -           | -           | -           | 28     | 0      |
| 2007-2008        | SC Bastia        | L2               | 0          | 0          | -               | -               | -               | -                  | -                  | -                  | -           | -           | -           | 0      | 0      |
| Totale SC Bastia | Totale SC Bastia | Totale SC Bastia | 32         | 0          |                 | 2               | 0               |                    |                    |                    |             |             |             | 34     | 0      |
| 2008-2009        | FC Istres        | N                | 33         | 1          | CF+CL           | 0+1             | 0               | -                  | -                  | -                  | -           | -           | -           | 34     | 1      |
| 2009-2010        | FC Istres        | L2               | 34         | 0          | CF+CL           | 1+2             | 0               | -                  | -                  | -                  | -           | -           | -           | 37     | 0      |
| 2010-2011        | FC Istres        | L2               | 36         | 3          | CF+CL           | 2+1             | 0               | -                  | -                  | -                  | -           | -           | -           | 39     | 3      |
| 2011-2012        | FC Istres        | L2               | 4          | 2          | CF+CL           | 0+2             | 0               | -                  | -                  | -                  | -           | -           | -           | 6      | 2      |
| Totale FC Istres | Totale FC Istres | Totale FC Istres | 107        | 6          |                 | 9               | 0               |                    |                    |                    |             |             |             | 116    | 6      |
| 2011-2012        | AS Monaco        | L2               | 32         | 1          | CF+CL           | 3+0             | 0               | -                  | -                  | -                  | -           | -           | -           | 35     | 1      |
| 2012-2013        | AS Monaco        | L2               | 16         | 0          | CF+CL           | 1+1             | 0               | -                  | -                  | -                  | -           | -           | -           | 18     | 0      |
| 2013-2014        | AS Monaco        | L1               | 0          | 0          | CF+CL           | 0               | 0               | -                  | -                  | -                  | -           | -           | -           | 0      | 0      |
| Totale AS Monaco | Totale AS Monaco | Totale AS Monaco | 48         | 1          |                 | 5               | 0               |                    |                    |                    |             |             |             | 53     | 1      |
| Totale carriera  | Totale carriera  | Totale carriera  | 187        | 7          |                 | 16              | 0               |                    |                    |                    |             |             |             | 203    | 7      |

## Palmarès

### Club

#### Competizioni nazionali
- Championnat National: 1

Bastia: 2020-2021